# Lingsforterbeek

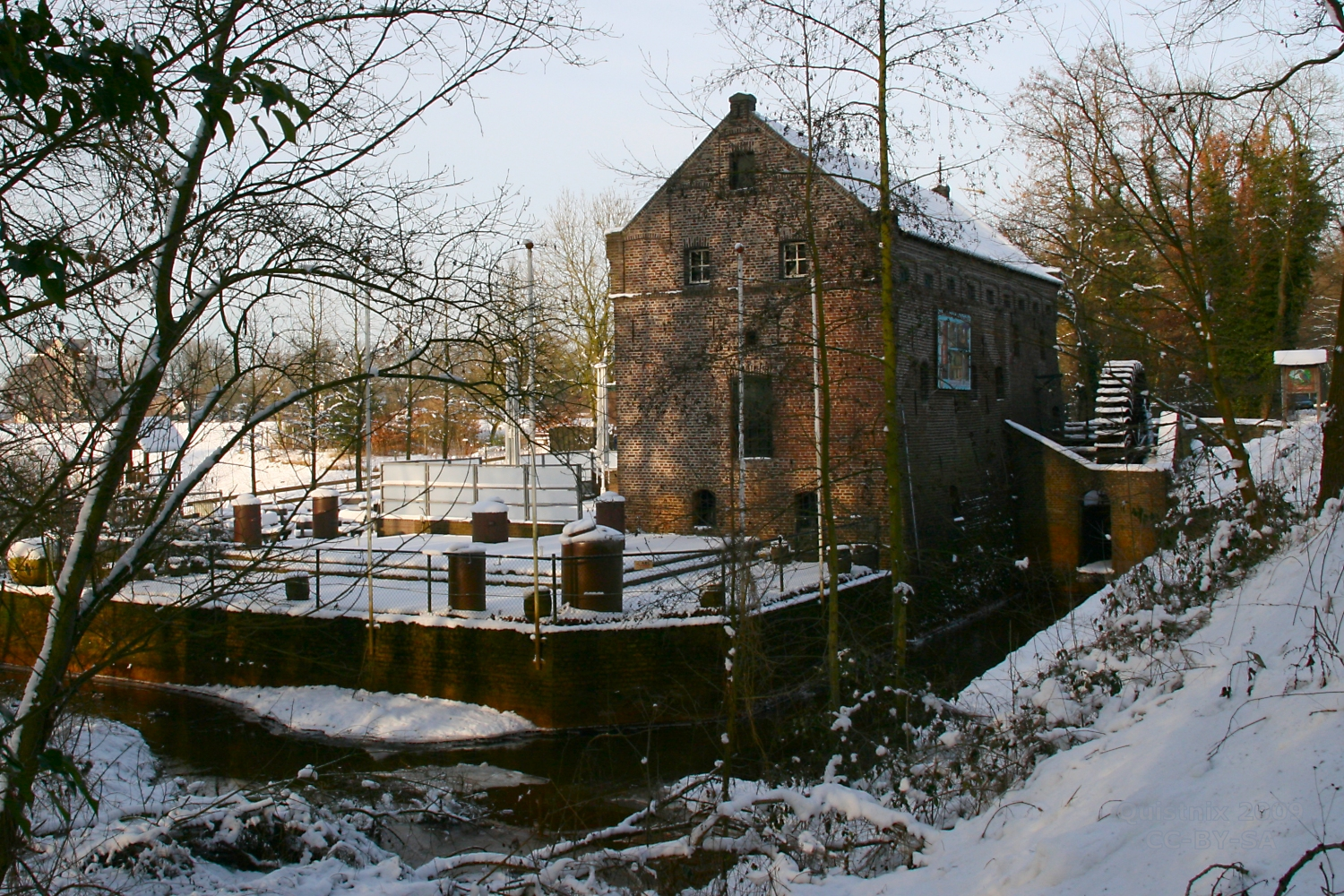
Bij de Wymarse Watermolen

De Lingsforterbeek is een beek in de Nederlandse provincie Limburg die te Arcen uitmondt in de Maas.
De beek wordt gevoed door een tweetal gegraven waterlopen: de Scheidsgraaf in Nederland en de Leitgraben in Duitsland. De Leitgraben ontspringt nabij Venlo op Nederlands gebied en heet daar: Grensbeek. De lengte van Grensbeek tot de monding is 14,4 km. Het grootste deel ervan werd omstreeks 1945 gekanaliseerd.
In 2013 werd de 3,4 km van de Duits-Nederlandse grens tot aan de monding in de Maas bij Kasteel Arcen, weer hermeanderd.
Op de Lingsforterbeek bevindt zich de Wymarse Molen.